# Huyết khối (bệnh học)
Huyết khối là hiện tượng máu đông tại các mạch máu. Huyết khối có thể xảy ra tại mọi loại mạch máu, đa số là tại các tĩnh mạch, nhất là tĩnh mạch nằm sâu bên trong cơ thể như là ở chân gây ra bệnh huyết khối tĩnh mạch sâu (Deep Vein Thrombosis – DVT). Một bệnh huyết khối thành động mạch hiếm xảy ra hơn, là huyết khối ở não trong trường hợp nặng đưa tới đột quỵ rất nguy hiểm có thể dẫn đến tử vong đột ngột.

## Các bệnh liên quan

### Huyết khối tĩnh mạch sâu
Bệnh huyết khối tĩnh mạch sâu là hiện tượng máu bị đông ở các tĩnh mạch nằm sâu trong cơ thể, thường gặp nhất là ở các tĩnh mạch chân. Nó làm tắc tĩnh mạch chi dưới hay tĩnh mạch chậu và trong trường hợp nặng gây biến chứng tắc nghẽn mạch phổi dẫn đến hiện tượng khó thở, đau ngực và ngất.

### Huyết khối do xơ vữa động mạch
Bệnh huyết khối do xơ vữa động mạch là hiện tượng chất béo tích tụ trong thành động mạch và tạo thành mảng xơ vữa động mạch. Khi mảng xơ vữa bị vỡ ra, tại những chỗ này, máu sẽ bị hoạt hóa và đông cục gây tắc động mạch. Những cục máu đông đó được gọi là huyết khối. Bệnh có thể gây ra hiện tượng nhồi máu cơ tim, hoại tử…